# أندرون
أندرون (بالإغريقية: ἀνδρών)‏ أو أندرونيتيس (بالإغريقية: ἀνδρωνῖτις)‏ جزء من البيت اليوناني مخصص للرجال، ويتميز عن الجنيسم المخصص لللنساء. استخدم الأندرون للترحيب بالضيوف الذكور. لذا احتوت الغرفة على عدد فردي عادة من الأرائك، لإتاحة مساحة للباب، ولطاولات يمكن تخزينها تحت الأرائك، وأعمال فنية وأي أدوات ضرورية أخرى. لم تكن جميع المنازل اليونانية الكلاسيكية كبيرة بما يكفي لتشمل غرفة أندرون، وحتى تلك التي كانت بها ربما استخدمت لمناسبات مختلطة بين الجنسين واستقبال النساء لضيوفهم النساء، وكذا الرجال باستضافتهم السمبوزيومات.
في حفريات أولينثوس، حوت غرف الأندرون على عناصر مرتبطة بالأنشطة النسائية، كما الحال في بقية المنزل.

## أنظر أيضا
- رجل الكهف
- سلامليك

## روابط خارجية
- "The 'Andron' of the Palace". Hellenic Macedonia. مؤرشف من الأصل في 2013-02-17. اطلع عليه بتاريخ 2017-04-30.